# Teatr Ziemi Mazowieckiej

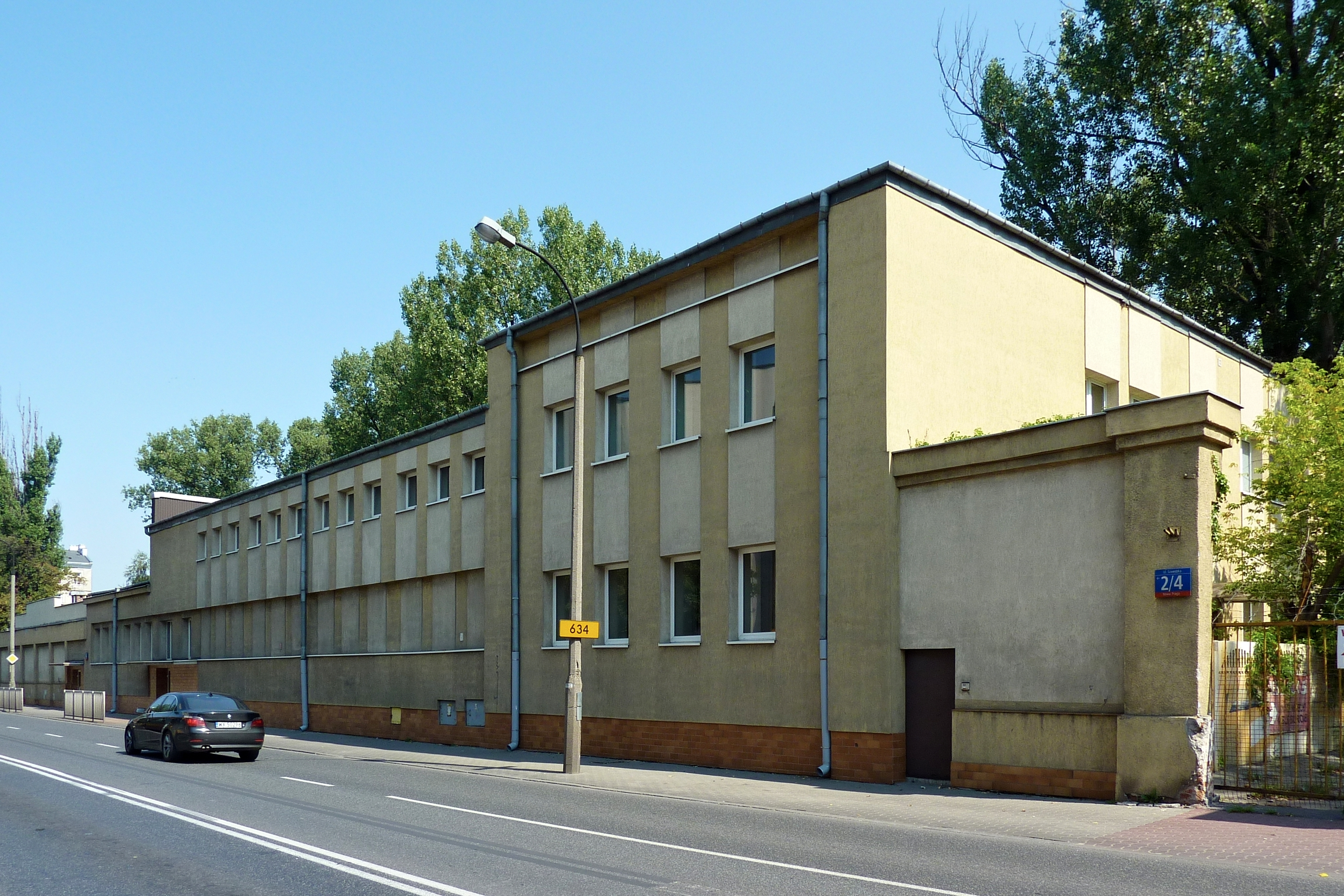
Nieistniejący już budynek, w którym teatr miał siedzibę

Teatr Ziemi Mazowieckiej powstał 1 stycznia 1956 roku w Warszawie przy ul. Szwedzkiej 2/4.
Od 10 października 1978 roku do 25 kwietnia 1990 roku zespół teatru kontynuował działalność artystyczną pod nazwą Teatr Popularny.
25 kwietnia 1990 roku na podstawie Zarządzenia Prezydenta m. st. Warszawy zmieniono nazwę na Teatr Szwedzka 2/4. Pod tą nazwą pracował do 31 maja 1994 roku.
W 1994 roku Teatr Szwedzka 2/4 połączono z Teatrem Rozmaitości pod wspólną nazwą Teatr Rozmaitości w Warszawie, ul. Marszałkowska 8.

## Dyrektorzy
- Wanda Wróblewska – od 1956 do 1968,
- Aleksander Sewruk – od 1969 do 1974,
- Andrzej Ziębiński – od 1975 do 1978 (od 1978 do 1989 – Dyrektor Teatru Popularnego)

## Zespół artystyczny w latach 1956–1978

### Aktorki
- Anna Baranowska
- Iwona Biernacka
- Izabella Dziarska
- Jadwiga Hodorska
- Stefania Iwińska
- Henryka Jędrzejewska
- Ewa Kania
- Krystyna Karkowska
- Joanna Keller
- Elżbieta Kilarska
- Barbara Kołodziejska
- Maria Koranówna
- Ilona Kuśmierska
- Krystyna Krzyżanowska
- Barbara Lanton
- Anna Łopatowska
- Irena Malarczyk
- Daniela Makulska
- Anna Milewska
- Czesława Nadworna
- Barbara Nikielska
- Aniceta Ochnicka
- Maria Pabisz-Korzeniowska
- Zofia Perczyńska
- Irena Skwierczyńska
- Ewa Smolińska
- Zofia Streer
- Elżbieta Strzałkowska
- Maria Treutz-Kuszyńska
- Ewa Wawrzoń
- Krystyna Wolańska
- Alicja Zalewska
- Wiesława Żelichowska

### Aktorzy
- Stanisław Adamski
- Jerzy Adamczak
- Daniel Bargiełowski
- Bronisław Borski
- Jacek Brick
- Stanisław Brodacki
- Andrzej Chomiński
- Kazimierz Chrzanowski
- Janusz Cywiński
- Marian Czyżewski
- Piotr Dejmek
- Witold Dębicki
- Jarema Drwęski
- Aleksander Gawroński
- Bogdan Grzybowicz
- Andrzej Grzybowski
- Janusz Hertyński
- Stanisław Iżyłowski
- Marek Jagoda
- Bogusław Jerke
- Józef Kalita
- Fabian Kiebicz
- Ireneusz Kocyłak
- Tadeusz Kosudarski
- Krzysztof Kumor
- Marek Lewandowski
- Franciszek Lubelski
- Bogdan Łysakowski
- Andrzej Makowiecki
- Romuald Markowski
- Krzysztof Machowski
- Kazimierz Mazur
- Klemens Mielczarek
- Jerzy Moes
- Tomasz Mościcki
- Ryszard Nawrocki
- Jerzy Zygmunt Nowak
- Jan Mateusz Nowakowski
- Władysław Osto-Suski
- Zdzisław Ożarowski
- Jacek Pacocha
- Sylwester Pawłowski
- Jerzy Popielarczyk
- Jerzy Próchnicki
- Andrzej Prus
- Jerzy Racina
- Jerzy Radwan
- Maciej Rayzacher
- Robert Rogalski
- Henryk Rzewuski
- Leszek Sadzikowski
- Aleksander Sewruk
- Zbigniew Skowroński
- Tadeusz Somogi
- Zbigniew Starski
- Bronisław Surmiak
- Jerzy Szczypczyński
- Wacław Szklarski
- Jan Tatarski
- Krystian Tomczak
- Zdzisław Winiarczyk
- Zygmunt Wiaderny
- Tadeusz Wieczorek
- Andrzej Wiśniewski
- Mikołaj Wołyńczyk
- Sławomir Zemło
- Jerzy Żydkiewicz

### Reżyserzy
- Tadeusz Aleksandrowicz
- Daniel Bargiełowski
- Krystyna Berwińska
- Maciej Zenon Bordowicz
- Stanisław Brejdygant
- Stanisław Bugajski
- Janusz Bukowski
- Tadeusz Byrski
- Konstanty Ciciszwili
- Zdzisław Dąbrowski
- Kazimierz Dejmek
- Stefania Domańska
- Irena Górska-Damięcka
- Józef Gruda
- Ryszarda Hanin
- Maria Kaniewska
- Roman Kłosowski
- Andrzej Konic
- Zbigniew Kopalko
- Bohdan Korzeniewski
- Olga Koszutska
- Władysław Krasnowiecki
- Wanda Laskowska
- Jan Machulski
- Piotr Pawłowski
- Zbigniew Sawan
- Wojciech Siemion
- Józef Słotwiński
- Andrzej Szczepkowski
- Henryk Szletyński
- Jan Świderski
- Zofia Wierchowicz
- Wanda Wróblewska
- Jerzy Wróblewski
- Marian Wyrzykowski
- Andrzej Ziębiński
- Teresa Żukowska